# Mimosa coruscocaesia
Mimosa coruscocaesia är en ärtväxtart som beskrevs av Rupert Charles Barneby. Mimosa coruscocaesia ingår i släktet mimosor, och familjen ärtväxter. Inga underarter finns listade i Catalogue of Life.